# Icon (programspråk)
Programspråket Icon är ett högnivåspråk med "målinriktat" körsätt och goda möjligheter till stränghantering och manipulering av datastrukturer. Det har ärvt egenskaper från SNOBOL (ett språk speciellt konstruerat för avancerad stränghantering). 
"Standardverket" om detta språk är The Icon Programming Language (3:e upplagan) av Griswold and Griswold, ISBN 1-57398-001-3. 
Programspråket Unicon är en avkomling till Icon.